# Joué-du-Bois
Joué-du-Bois est une commune française, située dans le département de l'Orne en région Normandie, peuplée de 386 habitants.

## Géographie
| La Chaux         | Rânes                       | Le Champ-de-la-Pierre                           |
| La Chaux         | Joué-du-Bois                | Le Champ-de-la-Pierre, Saint-Martin-l'Aiguillon |
| La Motte-Fouquet | Lignières-Orgères (Mayenne) | Carrouges, Lignières-Orgères (Mayenne)          |

### Hydrographie
La commune est traversée par la ligne de partage des eaux entre les bassins hydrographiques Seine-Normandie et Loire-Bretagne. Elle est drainée par la Gourbe, le Couillard, le Chérizé, la Heronnière, le cours d'eau 01 de la Bruyère, le cours d'eau 01 de l'Étang du Moulin des Prés, le fossé 01 de la Couperie, le fossé 01 de l'Étre des Noës, le fossé 01 du Bas Désert, le fossé 01 du Mont Drouet, le ruisseau du Moulin de la chaux et  et un autre petit cours d'eau,.
La Gourbe, d'une longueur de 24 km, prend sa source dans la commune  et se jette  dans la Mayenne à Méhoudin, après avoir traversé huit communes. 
Le Couillard, d'une longueur de 11 km, prend sa source dans la commune  et se jette  dans l'Udon à Vieux-Pont, après avoir traversé cinq communes. 

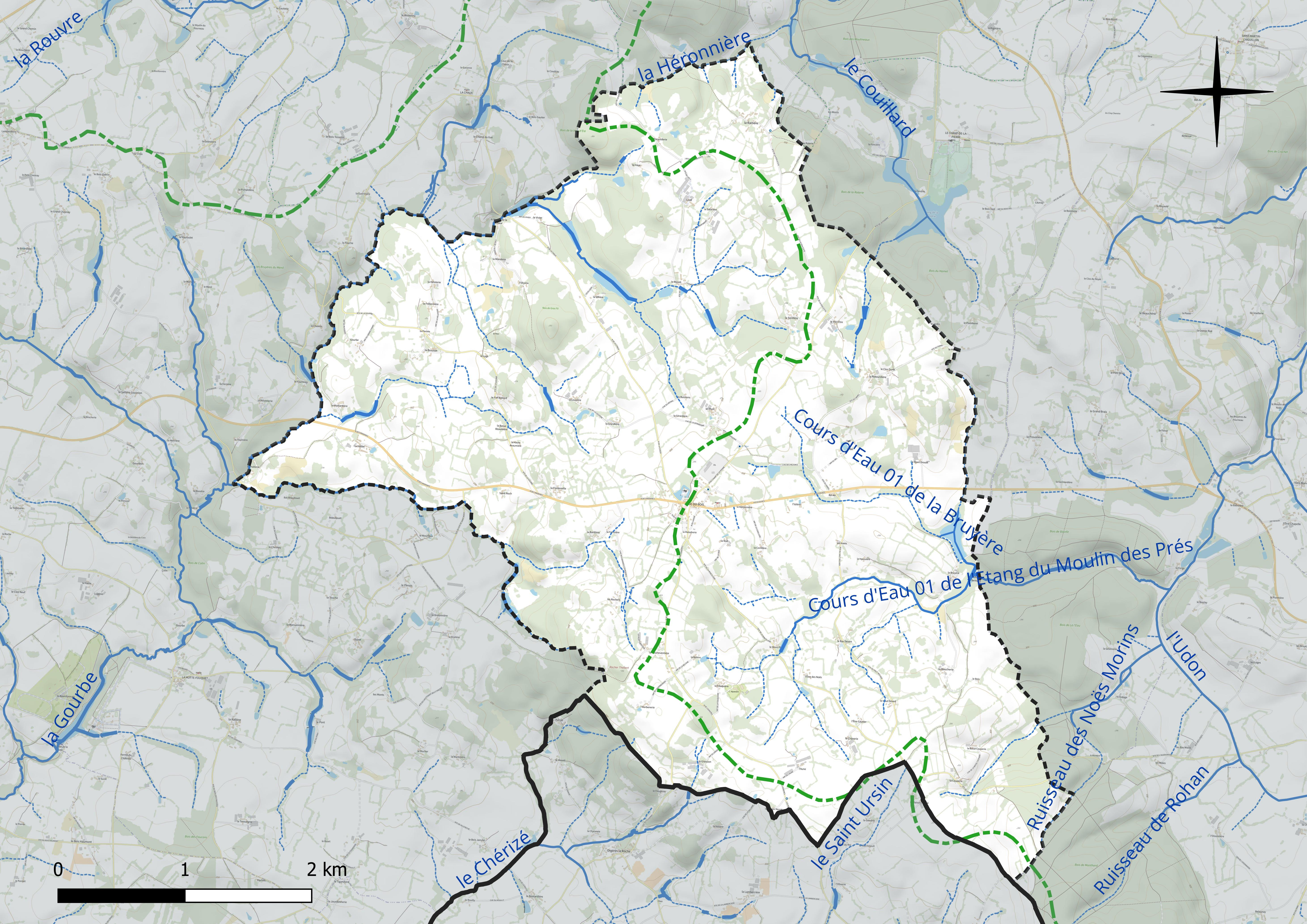
Réseau hydrographique de Joué-du-Bois.

### Climat
Pour des articles plus généraux, voir Climat de la Normandie et Climat de l'Orne.
En 2010, le climat de la commune est de type climat océanique altéré, selon une étude du CNRS s'appuyant sur une série de données couvrant la période 1971-2000. En 2020, Météo-France publie une typologie des climats de la France métropolitaine dans laquelle la commune est exposée à un climat océanique et est dans la région climatique Normandie (Cotentin, Orne), caractérisée par une pluviométrie relativement élevée (850 mm/a) et un été frais (15,5 °C) et venté. Parallèlement le GIEC normand, un groupe régional d’experts sur le climat, différencie quant à lui, dans une étude de 2020, trois grands types de climats pour la région Normandie, nuancés à une échelle plus fine par les facteurs géographiques locaux. La commune est, selon ce zonage, exposée à un « climat contrasté des collines », correspondant au Bocage normand, bien arrosé, voire très arrosé sur les reliefs les plus exposés au flux d’ouest, et frais en raison de l’altitude.
Pour la période 1971-2000, la température annuelle moyenne est de 9,9 °C, avec une amplitude thermique annuelle de 13,9 °C. Le cumul annuel moyen de précipitations est de 913 mm, avec 13,6 jours de précipitations en janvier et 8,1 jours en juillet. Pour la période 1991-2020, la température moyenne annuelle observée sur la station météorologique la plus proche, située sur la commune de Briouze à 16 km à vol d'oiseau, est de 10,9 °C et le cumul annuel moyen de précipitations est de 920,5 mm,. Pour l'avenir, les paramètres climatiques de la commune estimés pour 2050 selon différents scénarios d’émission de gaz à effet de serre sont consultables sur un site dédié publié par Météo-France en novembre 2022.

## Urbanisme

### Typologie
Au 1er janvier 2024, Joué-du-Bois est catégorisée commune rurale à habitat très dispersé, selon la nouvelle grille communale de densité à sept niveaux définie par l'Insee en 2022.
Elle est située hors unité urbaine. Par ailleurs la commune fait partie de l'aire d'attraction de La Ferté Macé, dont elle est une commune de la couronne,. Cette aire, qui regroupe 17 communes, est catégorisée dans les aires de moins de 50 000 habitants,.

### Occupation des sols
L'occupation des sols de la commune, telle qu'elle ressort de la base de données européenne d’occupation biophysique des sols Corine Land Cover (CLC), est marquée par l'importance des territoires agricoles (86,2 % en 2018), une proportion identique à celle de 1990 (86,2 %). La répartition détaillée en 2018 est la suivante : 
prairies (51,1 %), zones agricoles hétérogènes (29,4 %), forêts (13,8 %), terres arables (5,6 %). L'évolution de l’occupation des sols de la commune et de ses infrastructures peut être observée sur les différentes représentations cartographiques du territoire : la carte de Cassini (XVIIIe siècle), la carte d'état-major (1820-1866) et les cartes ou photos aériennes de l'IGN pour la période actuelle (1950 à aujourd'hui).

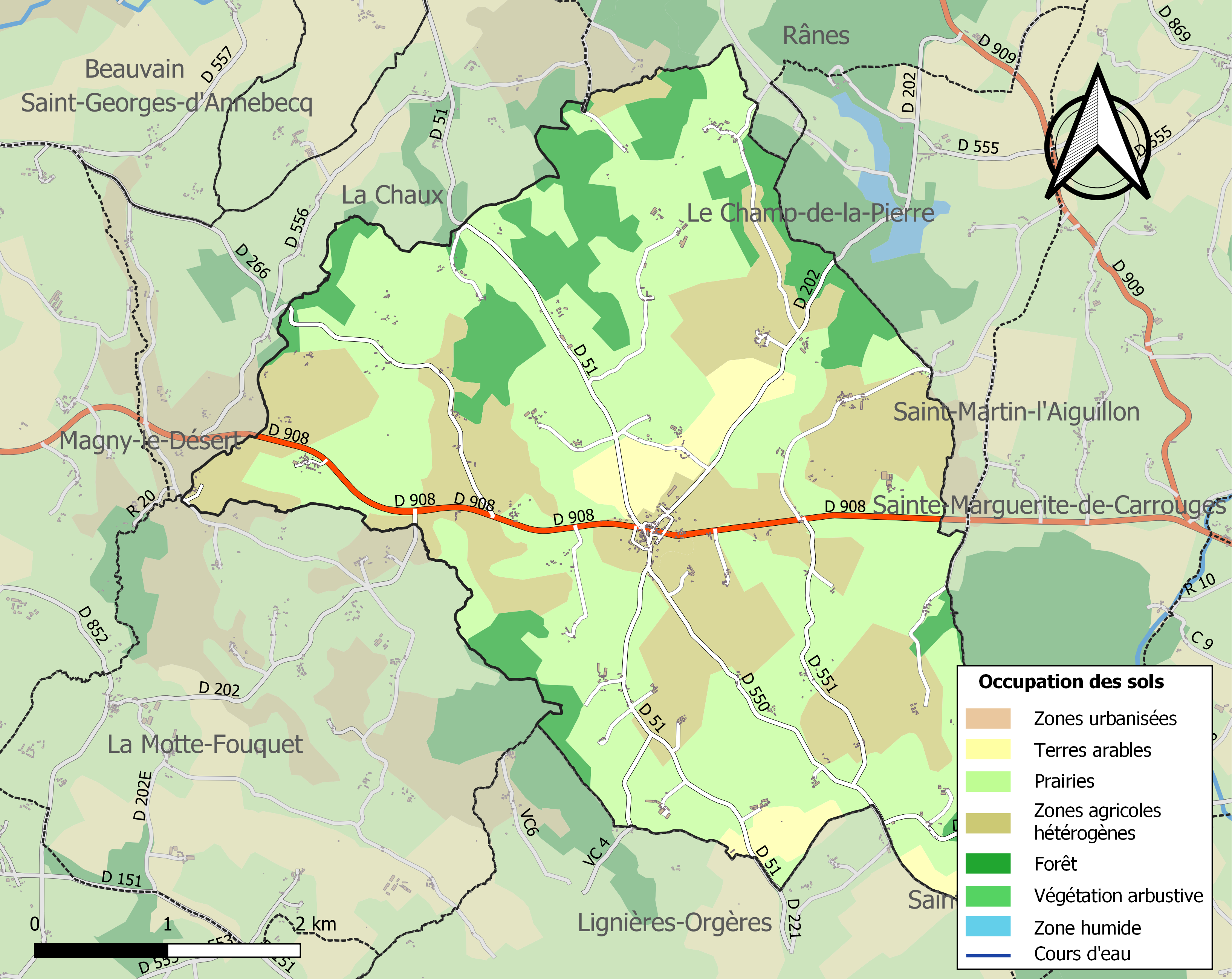
Carte des infrastructures et de l'occupation des sols de la commune en 2018 (CLC).

## Toponymie
Le nom de la localité est attesté sous les formes Jouey du Bois en 1327, Joye de Bosco en 1370.
Il s'agit d'un type toponymique gallo-roman, voir Gouy. Pour Dauzat et Rostaing, on trouve la forme de Gaudiaco en 1186 qui se réfèrerait au nom d'homme latin Gaudius, suivi du suffixe -acum.
Le déterminant complémentaire -du -bois permet d'établir une distinction d'avec un autre Joué, qualifié de -du-plain, c'est-à-dire « de la plaine ». On note la même opposition dans le Cotentin entre le plain et le bocage, au sens ancien de bois et évoque la nature boisée du sol.
Le gentilé est Gaudiacéen.

## Héraldique
| Blason de Joué-du-Bois | Blason  | De sable mantelé ployé d’or, le sable chargé d’une coquille d’argent et sommé d’une croix de calvaire de sable, l’or chargé à dextre d’un trèfle et à senestre d’une tour ajourée du champ, chacun soutenu d’un tabouret , le tout de sable. |
| Blason de Joué-du-Bois | Détails | Le statut officiel du blason reste à déterminer. |

## Politique et administration
| Période                                  | Période   | Identité         | Étiquette | Qualité              |
| ---------------------------------------- | --------- | ---------------- | --------- | -------------------- |
| 1988 ?                                   | 2009      | Fernand Goubert  | SE        | Agriculteur retraité |
| 2009                                     | mars 2014 | René Touzo       | SE        | Agriculteur retraité |
| mars 2014                                | En cours  | Pierre Correyeur | SE        | Menuisier retraité   |
| Les données manquantes sont à compléter. |           |                  |           |                      |

Le conseil municipal est composé de onze membres dont le maire et deux adjoints.

## Démographie
L'évolution du nombre d'habitants est connue à travers les recensements de la population effectués dans la commune depuis 1793. Pour les communes de moins de 10 000 habitants, une enquête de recensement portant sur toute la population est réalisée tous les cinq ans, les populations de référence des années intermédiaires étant quant à elles estimées par interpolation ou extrapolation. Pour la commune, le premier recensement exhaustif entrant dans le cadre du nouveau dispositif a été réalisé en 2006.
En 2022, la commune comptait 386 habitants, en évolution de −8,75 % par rapport à 2016 (Orne : −3,21 %, France hors Mayotte : +2,11 %).
Joué-du-Bois a compté jusqu'à 1 542 habitants en 1836.
| 1793  | 1800  | 1806  | 1821  | 1836  | 1841  | 1846  | 1851  | 1856  |
| ----- | ----- | ----- | ----- | ----- | ----- | ----- | ----- | ----- |
| 1 519 | 1 411 | 1 392 | 1 511 | 1 542 | 1 450 | 1 495 | 1 490 | 1 463 |

| 1861  | 1866  | 1872  | 1876  | 1881  | 1886  | 1891  | 1896 | 1901 |
| ----- | ----- | ----- | ----- | ----- | ----- | ----- | ---- | ---- |
| 1 445 | 1 374 | 1 228 | 1 138 | 1 117 | 1 073 | 1 001 | 902  | 909  |

| 1906 | 1911 | 1921 | 1926 | 1931 | 1936 | 1946 | 1954 | 1962 |
| ---- | ---- | ---- | ---- | ---- | ---- | ---- | ---- | ---- |
| 852  | 801  | 668  | 668  | 709  | 656  | 687  | 610  | 590  |

| 1968 | 1975 | 1982 | 1990 | 1999 | 2006 | 2011 | 2016 | 2021 |
| ---- | ---- | ---- | ---- | ---- | ---- | ---- | ---- | ---- |
| 526  | 429  | 416  | 391  | 428  | 438  | 423  | 423  | 397  |

| 2022 | - | - | - | - | - | - | - | - |
| ---- | - | - | - | - | - | - | - | - |
| 386  | - | - | - | - | - | - | - | - |

## Lieux remarquables et monuments

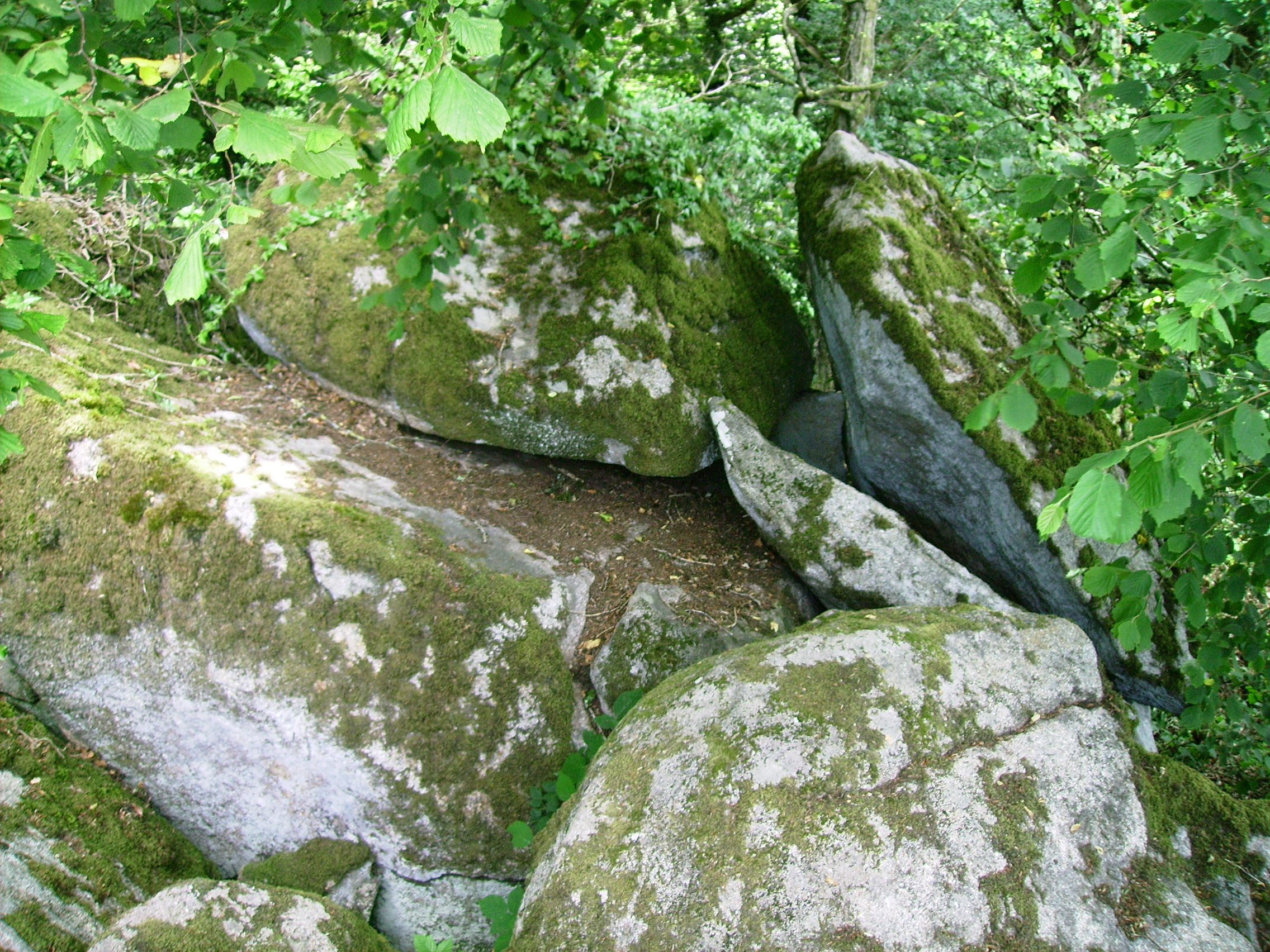
La pierre Toquante.

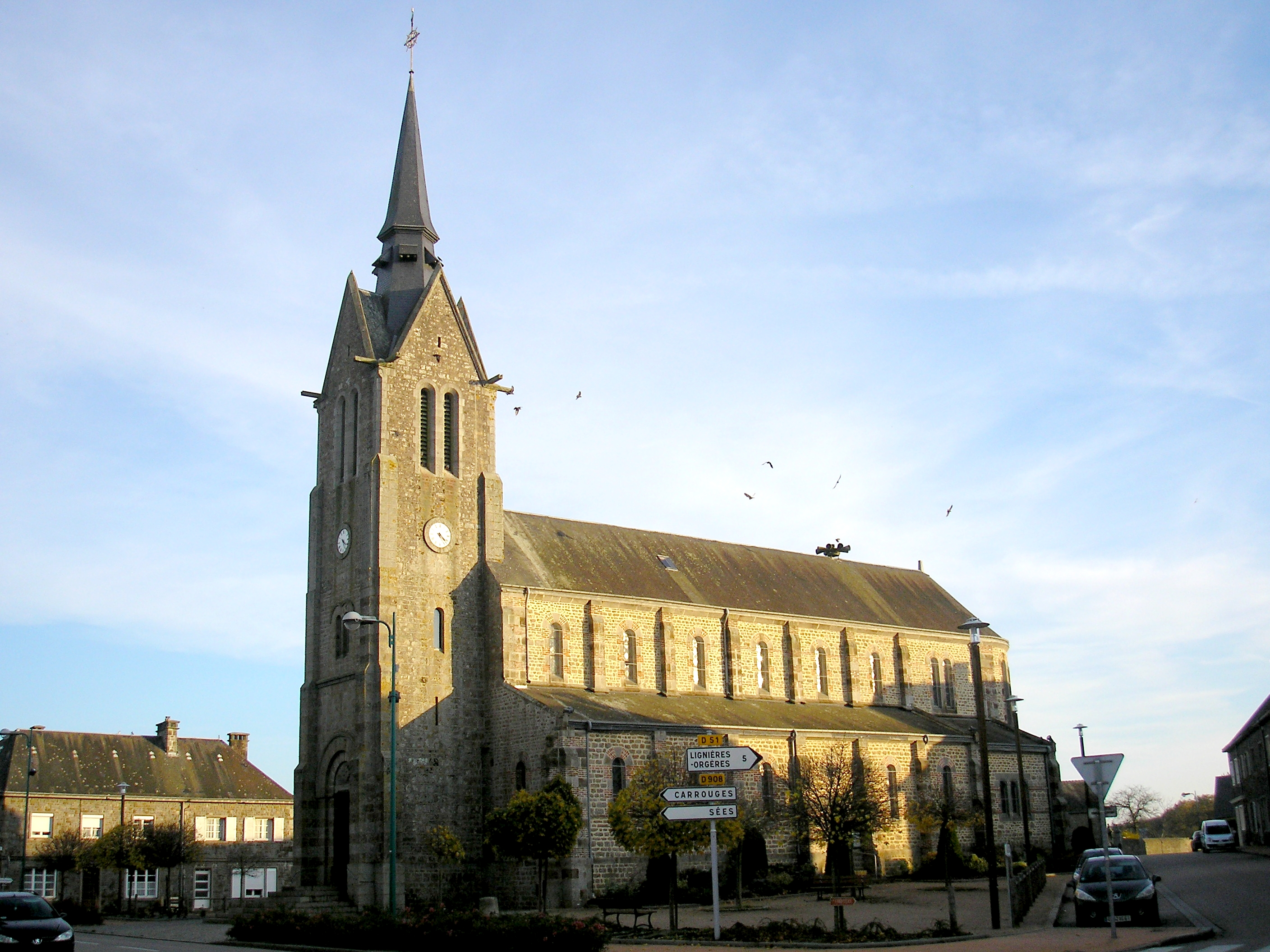
L'église Saint-Jean-Baptiste.

- La pierre Toquante : son nom est dû au son qu'elle émet quand on la manœuvre et qu'on la laisse retomber[35].
- Les dolmens de la Pierre aux Loups[36] et de la Grandière[37] et le menhir des Outres[38], l'ensemble de ces trois mégalithes étant classé au titre des monuments historiques depuis 1989.
- Manoir de Joué-du-Bois du XVe siècle[39] et son jardin[40], ensemble inscrit au titre des monuments historiques en 1991.
- L'église Saint-Jean-Baptiste, du XIXe siècle. Son clocher a été reconstruit en 1953.

## Personnalités liées à la commune
- Eustache Lorsay (1822, Joué-du-Bois - 1871)[41], peintre et illustrateur.
- Auguste-Hilaire Léveillé (1840, Joué-du-Bois - 1900), graveur.
- Jimmy Walter (1930-2012), pianiste compositeur de musiques pour Boris Vian, vivait à Joué-du-Bois de la fin des années 1990 à sa mort[42]

.